# Hibiscus rhodanthus
Hibiscus rhodanthus är en malvaväxtart som beskrevs av Gürke och Schinz. Hibiscus rhodanthus ingår i Hibiskussläktet som ingår i familjen malvaväxter. Inga underarter finns listade i Catalogue of Life.

## Bildgalleri

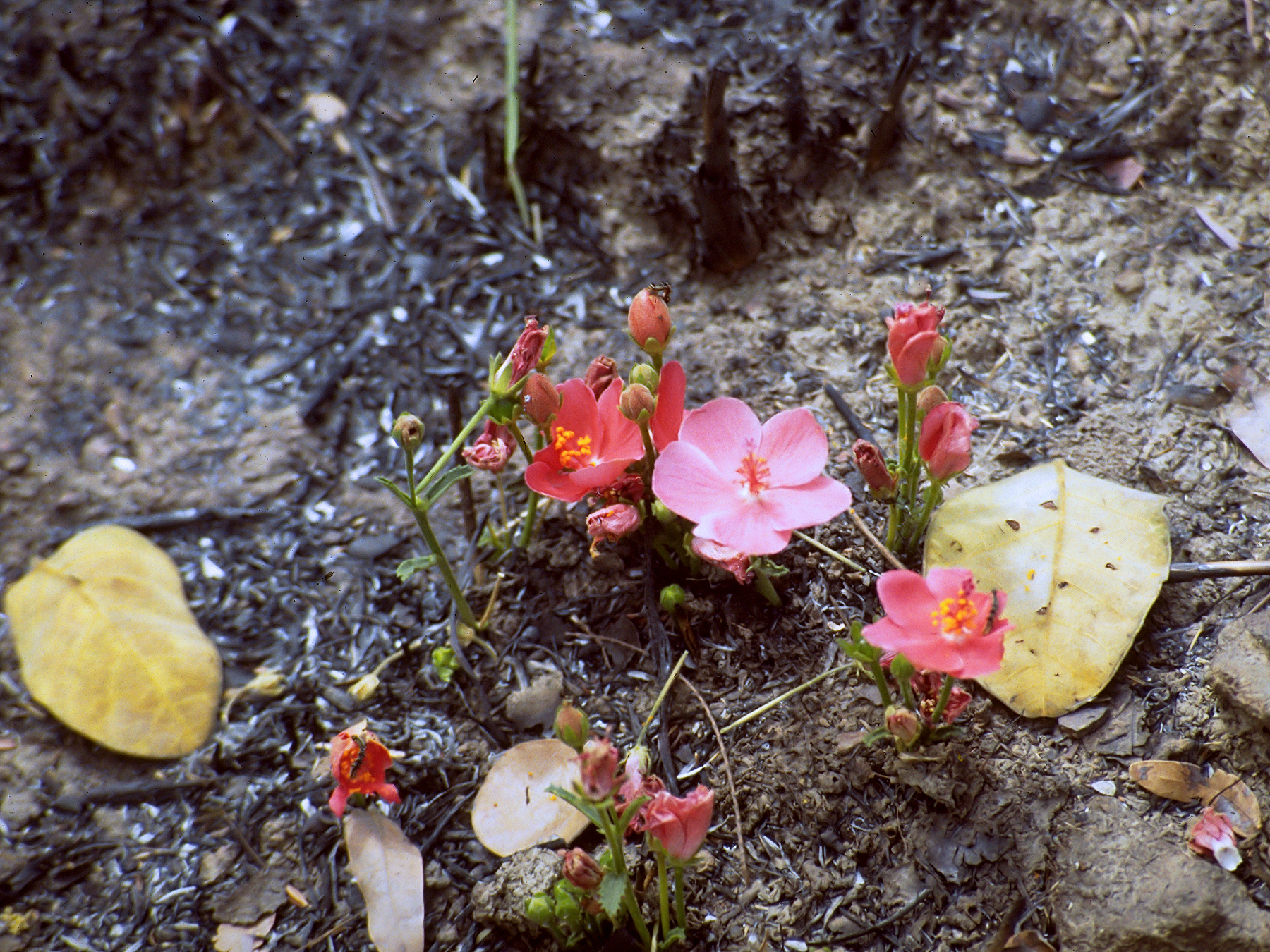